# Sensorische Integration
Sensorische Integration, auch bekannt als zentrale Verarbeitung oder Wahrnehmung, ist die Koordination, das Zusammenspiel unterschiedlicher Sinnesqualitäten und -systeme im Gehirn. Sie findet statt in den tertiären Assoziationsgebieten des Gyrus angularis und Gyrus supramarginalis der dominanten Hemisphäre. Als Übergangsregion fassen diese Sinneszentren in den Brodman-Areae 39 und 40 sowie wahrscheinlich auch 37 die sekundären visuellen, auditiven und kinästhetischen Assoziationsgebiete zusammen. Diese Forschungsergebnisse sind der topistischen Hirnforschung zu verdanken im Zusammenhang mit funktionellen und pathophysiologischen Ansätzen.

## Beispiele
1. Der Schwerkraftreiz, der auf das vestibuläre System im Innenohr (Utriculus und Sacculus) wirkt, löst eine Bereitstellung von Muskelaktivitäten (Propriozeption) aus.
2. Gleichgewichtsreize (jemand stößt uns oder wir stellen uns auf nur ein Bein) stimulieren Rezeptoren in den Bogengängen des Innenohres und provozieren eine Haltungsanpassung (wir stürzen nicht).
3. Augen folgen einem sich bewegenden Objekt.
4. Wir hören ein Geräusch und drehen den Kopf zur Schallquelle.
5. Augen steuern die Bewegung beim Schreiben (Auge-Hand-Koordination) gemeinsam mit dem taktilen (Berührungsreize über Hautrezeptoren) und propriozeptiven (tiefensensible Reize über Gelenk-, Sehnen-, Muskelrezeptoren).

## Sensorische Integrationsstörungen
Sensorische Integrationsstörungen sind Störungen des Zusammenspiels der Sinnesmodalitäten.
Beispiele:
1. Der vestibuläre Reiz führt zu keiner angemessenen Körperhaltung. Die Grundspannung der Muskulatur ist zu niedrig (hypoton). Die Aufrechterhaltung einer angemessenen Haltungsstabilität erfordert bewusste Anstrengung und Aufmerksamkeit. Diese Aufmerksamkeit fehlt dann für andere Aktivitäten. So kann es geschehen, dass ein Kind in der Schule von der Tafel abschreibt und vom Stuhl fällt, weil die ganze Aufmerksamkeit vom Schreiben absorbiert wird und nicht mehr der Haltungskontrolle zur Verfügung steht. Solche Kinder wirken schlaff. Die einen ergeben sich in diese Schlaffheit, die anderen kämpfen dagegen an. Dieser Kampf äußert sich in motorischer Unruhe, die vom Erscheinungsbild einer Aufmerksamkeitsdefizitstörung (ADS/ADHS) ähnelt, aber mit dieser nicht identisch ist. Während bei letzterem die Aufmerksamkeitsschwäche die Ursache der motorischen Unruhe ist, ist es hier genau umgekehrt: Hypotonus verlangt nach Bewegungsunruhe, die Aufmerksamkeit von anderen Aktivitäten (Teilnahme am Unterricht) abzieht. Ziel ist eine Anhebung des Muskeltonus mit dem Erfolg einer verbesserten Selbstwahrnehmung (über die Gelenk- und Muskelrezeptoren). Diese Bemühungen führen jedoch im Allgemeinen zu keiner dauerhaften Verbesserung der Muskelgrundspannung (Grundtonus).
2. Ein Kind ist taktil und propriozeptiv unterempfindlich und kann deshalb seine Bewegungen nicht ausreichend planen. Dies äußert sich in Ungeschicklichkeit (Dyspraxie).
3. Ein Kind ist taktil oder vestibulär überempfindlich. Eine solche Überempfindlichkeit nennt man auch Modulationsstörung, was bedeutet, dass das Nervensystem des Kindes die ankommenden Reize nicht ausreichend modulieren, also filtern(formatio reticularis) oder hemmen kann. Eine weitere Bezeichnung dieser Form ist Taktile Abwehr.
4. Im Falle der taktilen Defensivität meidet das Kind vor allem unerwartete Berührungen durch andere Menschen oder Materialien mit einer diffusen Reizqualität (Schaum, Wolle, Kleister usw.). Es reagiert auf solche Berührungen, einem entwicklungsgeschichtlich alten Muster folgend, aggressiv oder defensiv. Häufig versuchen solche Menschen die Begegnungen mit anderen Menschen zu kontrollieren oder meiden Situationen, in denen es zu unerwarteten Berührungen kommen kann (Warteschlangen, Diskotheken, U-Bahn-Fahrten). Auf diese Weise kann es zu sozialen Ängsten und Verhaltensauffälligkeiten kommen.

Die vestibuläre Defensivität ist eine dramatische Form der Höhenangst. Die Angst kann durch alltägliche Aktivitäten wie Schaukeln, Radfahren oder Treppensteigen ausgelöst werden. Von einer sensorischen Integrationsstörung können auch Erwachsene betroffen sein. Jedoch sind es meist Menschen, die bereits als Kinder Wahrnehmungsprobleme hatten. Sensorisch-integrative Funktionen können auch durch neurologische Erkrankungen (Schlaganfall, Multiple Sklerose) beeinträchtigt werden. In diesem Zusammenhang spricht man jedoch nicht von einer SI-Störung. Der Begriff
SI-Störung bezieht sich auf eine hirnphysiologische Dysfunktion (eine unzureichende Verknüpfung von Nervenzellen und Hirnstrukturen), jedoch nicht auf die morphologischen Veränderungen, wie sie bei den genannten Krankheiten auftreten (Zerstörung von Hirngewebe oder Nervenleitbahnen). Menschen mit einer Autismusspektrum-Diagnose haben oft Besonderheiten in der sensorischen Wahrnehmung, wie erhöhtes oder niedrigeres Schmerzempfinden für verschiedene Sinneskanäle. Ein typisches Merkmal sehen manche in dem oft wenig flexiblen Wechsel der Aufmerksamkeit von einem Sinneskanal zu einem anderen. Dinah Murray und Wendy Lawson beschrieben dies mit Monotropismus, Donna Williams mit Monotrack und spezifisch mit Monoprocessing.

## Die psychosoziale Dimension der sensorischen Integration
Soziale Beziehungen sind räumliche Beziehungen. Das wird schon im Sprachgebrauch deutlich: Jemandem nahestehen, jemandem beistehen, sich zu jemandem hingezogen fühlen, unnahbar sein, über etwas erhaben sein, sich unterordnen, auf die Pelle rücken, klammern, loslassen, jemanden hereinlegen, abstoßend sein, sich distanzieren, einen Bogen um jemanden machen sind Begriffe, die soziale Beziehungen auf der Grundlage von räumlichen Beziehungen beschreiben. Wer Distanzen schlecht einschätzen kann, kommt anderen bisweilen zu nah oder nicht nah genug und erlebt deshalb u. U. Ablehnung statt Zuneigung. Oder er lässt andere zu nah an sich heran und erfährt dadurch unangenehme Begegnungen. Jeder Mensch braucht eine persönliche Sphäre. Bei den meisten Menschen ist dies ein Abstand von etwa 1,5 Metern. Sofern es möglich ist, halten die meisten diese Distanz ein. Nur wenn es sich nicht vermeiden lässt (im Aufzug, der U-Bahn, im Fußballstadion), dulden wir eine Unterschreitung dieser Distanz. Wird sie ungezwungen unterschritten, fühlen sich die anderen belästigt und reagieren unter Umständen aggressiv. Kinder mit sensorisch-integrativen Einschränkungen laufen manchmal nicht nur gegen Türrahmen, weil ihr Körperschema unterentwickelt ist, sondern rempeln auch andere Menschen an. Wer nur unzureichend spürt, wo er sich im Raum befindet, kann sich auch zu anderen nur schlecht in Beziehung bringen.

## Sensorische Integrationstherapie
Die sensorische Integrationstherapie wurde maßgeblich von der US-amerikanischen Ergotherapeutin und Psychologin Anna Jean Ayres entwickelt. Neben umfangreichen, teilweise standardisierten Diagnostikverfahren bedienen sich Ergotherapeuten hauptsächlich der freien Verhaltensbeobachtung.
Ziel der Therapie ist die Verbesserung der sensorischen Integration. Mittel sind die gezielte Reizsetzung bzw. das gezielte Reizangebot z. B. durch Therapeutisches Reiten.
So lässt sich die muskuläre Grundspannung beispielsweise durch lineare Beschleunigung (Rollbrettfahren, Trampolinspringen, Schaukeln in der Hängematte) verbessern.
Eine somato-sensorische Dyspraxie, also eine Einschränkung der motorischen Planungsfähigkeit wird durch Provokation von motorischen Anpassungsleistungen angegangen.
Taktile und vestibuläre Defensivität können über propriozeptive Reize (Tiefendruck, Druck und Zug, Arbeit gegen Widerstände) gehemmt werden.
In der Regel ist die Therapie nondirektiv: Der Therapeut lässt sich die Richtung durch das Kind zeigen. Nur dann, wenn das Kind in der Aktivität die Bedeutsamkeit seines Handelns erfährt, kann die therapeutische Arbeit erfolgreich sein.
Zur Anwendung kommt die SI-Therapie hauptsächlich bei Kindern, inzwischen jedoch auch bei Erwachsenen, insbesondere bei Autismus sowie bei 
psychischen Erkrankungen, die von Körperwahrnehmungsstörungen begleitet sind (Schizophrenie). Gleichsam kommt  die SI-Therapie im Bereich Geriatrie bei demenziell Erkrankten zum Einsatz.